# 大カトー・老年について
『大カトー・老年について』（だいカトー ろうねんについて／古典ラテン語：Cato Maior de Senectute）は、古代ローマの弁論家・哲学者・政治家であるマルクス・トゥッリウス・キケロの紀元前44年の著作。人生における老いと死について論じた古典作品である。

## 題名
本書は大カトーが老年について語る対談形式となっており、正題は『大カトー』（Cato Maior）で副題が「老年について」（De Senectute）と思われる。その内容からしばしば『老年について』（ラテン語“De Senectute”、英題“On Old Age”）と呼ばれ、日本語では『老年論』とも呼ばれる。

## 背景・内容
紀元前44年、キケロ61歳の頃の著書である。カエサルとポンペイウスのローマ内戦ではすでにカエサルが勝利しており、ポンペイウスに味方していたキケロは政界から追い出され、カエサルからの刺客に脅える日々を送っていた。また、二度の離婚や娘の病死など、私生活でも苦境にあった。
この苦境の中で、キケロはギリシア哲学の執筆に従事した。その中の一作が本書である。本書はキケロ独自の思想を述べたものではなく、ギリシア哲学のストア派の道徳的処世論などの多くの著作を参考にしながら折衷した内容になっている。キケロの友人であるティトゥス・ポンポニウス・アッティクスに捧げられている。

## 登場人物
本書は大カトーが将来有望な2人の若者を自邸に招いて、老年論を語る対談の形をとっている。
- マルクス・ポルキウス・カト（大カト）：ローマの政治家
- スキピオ・アエミリアヌス（小スキピオ）：カルタゴを滅ぼしたローマの軍人・政治家
- ガイウス・ラエリウス：ローマの軍人・政治家で、小スキピオの友人

## 校訂本
- CICERO：CATO MAIOR DE SENECTUTE, with introduction and commentary, by J.G.F.Powell, Cambridge Classical Texts and Commentaries 28, Cambridge university Press(ケンブリッジ大学出版局), 2004年6月, ISBN 978-0-521-60704-9

## 日本語訳
- 現行版のもの
  - 『老年の豊かさについて』八木誠一・八木綾子訳、法蔵館、1999年、ISBN 978-4-8318-7248-7
  - 『大カトー・老年について』中務哲郎訳：『キケロー選集 9 哲学Ⅱ』（岩波書店、1999年12月）に所収、ISBN 978-4-00-092259-3
  - 『老年について』中務哲郎訳、岩波文庫、2004年、ISBN 978-4-00-336112-2（上記『選集 9』を文庫化）
    - 『老年について』ワイド版岩波文庫、2005年、ISBN 4-00-007251-X

  - 『老年について 友情について』大西英文訳、講談社学術文庫、2019年、ISBN 4-06-514507-4
- 絶版のもの
  - 『大カトー 一名老年論』斉藤為三郎訳、生活社、1943年（長沢信寿共訳『ラエリウス・大カトー』所収）NDLJP:1038842
  - 『老年に就いて』岩崎良三訳、摩耶書房、1948年
  - 『老境について』吉田正通訳、岩波文庫、1950年
    - 『老境について』吉田正通訳、ワイド版岩波文庫、1994年

  - 『大カトー 一名老年について』呉茂一・重田綾子訳、河出書房新社、1959年